# Сапрука Андрій
Андрій Сапрука — український селянин із села Зіболки (тепер Львівська область, Україна), громадсько-політичний діяч. Посол Галицького сейму 2-го скликання (обраний від IV курії округу Жовква — Куликів — Великі Мости; входив до складу «Руського клубу»). У 1870 році — заступник члена Жовківської повітової управи. 1876 року організував у своєму селі позичкову касу з капіталом 2513 золотих ринських.